# Vidual
Vidual foi uma freguesia portuguesa do município de Pampilhosa da Serra, com 13,82 km² de área e 84 habitantes (2011). A sua densidade populacional é de 6,1 hab./km².
Foi extinta em 2013, no âmbito de uma reforma administrativa nacional, tendo sido agregada à freguesia de Fajão, para formar uma nova freguesia denominada Fajão - Vidual.
Toda a floresta em redor desta aldeia foi completamente queimada nos terríveis incêndios de 2017, sendo impossível ver, da aldeia, qualquer árvore verde (tirando as dos jardins das casas).

## População
| População da freguesia de Vidual | População da freguesia de Vidual | População da freguesia de Vidual | População da freguesia de Vidual | População da freguesia de Vidual | População da freguesia de Vidual | População da freguesia de Vidual | População da freguesia de Vidual | População da freguesia de Vidual | População da freguesia de Vidual | População da freguesia de Vidual | População da freguesia de Vidual | População da freguesia de Vidual | População da freguesia de Vidual | População da freguesia de Vidual |
| -------------------------------- | -------------------------------- | -------------------------------- | -------------------------------- | -------------------------------- | -------------------------------- | -------------------------------- | -------------------------------- | -------------------------------- | -------------------------------- | -------------------------------- | -------------------------------- | -------------------------------- | -------------------------------- | -------------------------------- |
| 1864                             | 1878                             | 1890                             | 1900                             | 1911                             | 1920                             | 1930                             | 1940                             | 1950                             | 1960                             | 1970                             | 1981                             | 1991                             | 2001                             | 2011                             |
| 379                              | 422                              | 446                              | 475                              | 485                              | 529                              | 442                              | 721                              | 377                              | 336                              | 244                              | 171                              | 107                              | 93                               | 84                               |

## Património
- Igreja de Santo António (matriz)
- Capelas de S. Sebastião e de Santa Bárbara
- Lagar de azeite
- Castanheiro
- Penedos da Barragem
- Praia fluvial
- Trecho da albufeira da Barragem de Santa Luzia